# 今山
今山（いまやま）は、福岡県福岡市西区横浜二丁目にある標高84メートルの山である。山から弥生時代の遺跡が発見されており、山全体が今山遺跡（いまやまいせき）として国指定史跡となっている。

## 地理
糸島半島南東端の付け根の今津湾沿いに位置する小さな丘陵である。山頂よりやや南側に熊野神社という神社があり、展望台から今津湾や今宿市街地などを見ることができる。
山の周辺は住宅地となっている。かつては山頂の北側にもう1つの山頂があったが、住宅地造成により崩されている。

## 今山遺跡
今山の山内にある弥生時代の石斧製作所の遺跡である。1923年（大正12年）に発見され、1931年（昭和6年）には中山平次郎が製作所跡の存在と製作工程を推定した。山頂や山麓部に存在する玄武岩を利用し、弥生時代初頭から中期にかけて石斧が製作された。
1993年11月12日指定、2002年12月19日追加指定。